# Eben Alexander
Eben Alexander III (Charlotte, Carolina del Norte, EE.UU, 11 de diciembre de 1953 ) es un neurocirujano,  profesor de la Escuela de Medicina de Harvard y escritor estadounidense, del best seller La prueba del cielo: El viaje de un neurocirujano a la vida después de la vida, en el que describe su experiencia cercana a la muerte en 2008, y afirma que la ciencia puede y va a determinar que el cielo realmente existe.

## Biografía
Eben Alexander III nació en (Charlotte, Carolina del Norte, EE.UU, 11 de diciembre de 1953.  Fue adoptado por Eben Alexander Jr y su esposa Elizabeth West Alexander y criado en Winston-Salem, Carolina del Norte, con tres hermanos. 

### Educación y capacitación
Alexander estudió en la Academia Phillips Exeter (en la clase de 1972), en la Universidad de Carolina del Norte en Chapel Hill (Bachiller en Artes, 1975), y la Facultad de Medicina de la Universidad de Duke (Doctor en Medicina, 1980).
Completó su residencia en neurocirugía en el Centro Médico de la Universidad de Duke en 1987, seguido de una beca de neurocirugía cerebrovascular en el Hospital General de Newcastle en el Reino Unido en 1988. Fue residente e investigador en el Hospital Brigham y de la Mujer y el Hospital General de Massachusetts y está certificado por la Junta Americana de Cirugía Neurológica y el Colegio Americano de Cirujanos (F.A.C.S) por sus siglas en inglés.

### Nombramientos académicos y clínicos
Alexander ha enseñado y tenía citas en el Centro Médico de la Universidad de Duke , la Facultad de Medicina de Harvard , el Hospital Brigham y de la Mujer, la Facultad de Medicina de la Universidad de Massachusetts , la Facultad de Medicina de la Universidad de Virginia , el Hospital de Niños de Boston , el Instituto de Cáncer Dana-Farber y otros. 
Mientras practicaba medicina en Lynchburg en el Hospital General de Lynchburg, Alexander fue reprendido por la Junta de Medicina de Virginia por realizar una cirugía en un sitio quirúrgico incorrecto, dos veces en el transcurso de un mes. En un caso, Alexander alteró su informe operativo porque creía que la cirugía había disminuido los síntomas del paciente. Fue demandado por el paciente por daños por un total de $ 3 millones en agosto de 2008, pero el demandante desestimó el caso en 2009. Como resultado de los percances, Alexander perdió sus privilegios en el hospital y se vio obligado a pagar una multa de $ 3.500 al Junta de Medicina de Virginia y capacitación completa en ética y profesionalismo para mantener una licencia médica sin restricciones en el estado. 
Tras el lanzamiento de su libro de 2012 Prueba de cielo, la revista Esquire informó que Alexander había sido despedido o suspendido de varios puestos hospitalarios, y había sido objeto de varias demandas por negligencia y que resolvió cinco demandas por negligencia en Virginia en un período de diez años.

### Actividad profesional
Alexander es miembro de la Asociación Médica Estadounidense y de otras sociedades profesionales. Ha formado parte de los consejos editoriales de varias revistas.

### Carrera de escritura
Alexander es autor del libro autobiográfico Proof of Heaven: A Neurosurgeon’s Journey into the Afterlife (2012) en el que afirma que su experiencia extracorporal y cercana a la muerte (ECM) mientras estaba en coma por una meningitis en 2008, prueban que la conciencia es independiente del cerebro, que la muerte es una ilusión, y que una eternidad de esplendor perfecto nos aguarda más allá de la tumba — con ángeles,  y también, en regiones o campos intermedios, con parientes difuntos, bellos seres animales, hermosas chicas vestidas de campesinas, etc.
Según él, el conocimiento actual de la mente “yace ahora a nuestros pies”— pues “lo que me pasó ha acabado destruyéndolo, y pretendo pasar el resto de mi vida investigando la verdadera naturaleza de la conciencia y aclarando todo lo que pueda el hecho de que somos más, mucho más, que nuestro cerebro físico, tanto a mis compañeros científicos como a la gente en general.” La obra de Alexander fue seleccionada como historia de portada en la revista Newsweek en octubre de 2012. En mayo de 2012, Alexander había redactado un artículo en AANS Neurosurgeon, la publicación especializada de la Asociación Americana de Neurocirujanos (American Association of Neurological Surgeons), explicando, de una forma ligeramente más técnica, los hechos descritos en su libro, My Experience in Coma ("Mi experiencia en el Coma").
El libro de Alexander y la campaña de publicidad han sido criticados por materialistas, incluyendo al neurocientífico Sam Harris, quien encontró su explicación "alarmantemente acientífica" y ha escrito que "Toda - absolutamente toda - la explicación de Alexander está basada en las redundantes afirmaciones de que sus visiones del cielo ocurrieron mientras su corteza cerebral estaba "apagada", “desactivada”, “completamente apagada”, “totalmente desconectada”, y “carente de toda actividad”. “La prueba que ofrece de su afirmación no solo es inadecuada — sugiere que no sabe nada sobre la relevante ciencia cerebral.” “Aun en casos donde se supone que el cerebro se ha apagado, su actividad debe volver si el sujeto pretende sobrevivir y describir la experiencia. En tales casos, en general, no hay forma de establecer que la ECM ocurrió mientras el cerebro estaba fuera de línea.” El neurólogo y escritor Oliver Sacks coincidió con Harris al decir que "negar la posibilidad de una explicación natural para una ECM, como hace el Dr. Alexander, es más que acientífico - es anti científico."..."La hipótesis más plausible en el caso del Dr. Alexander... es que su ECM no ocurriera durante su coma, sino cuando estaba saliendo de él y la corteza estaba recuperando su función plena. Es curioso que no admita esta explicación obvia y natural, por el contrario, insiste en una sobrenatural."
En noviembre de 2012, Alexander respondió a las críticas mediante un segundo artículo en Newsweek: "Mis sinapsis - los espacios entre las neuronas del cerebro que soportan la actividad electroquímica que hace esta función cerebral, no solo se vio comprometida durante mi experiencia. Estuvo detenida. Solo los focos aislados de las neuronas corticales profundas seguían con una pulverización catódica, pero no las amplias redes capaces de generar algo parecido a lo que llamamos "conciencia", pues las bacterias E. coli que inundaron mi cerebro durante mi enfermedad, se encargaron de eso. Mis médicos me han dicho que de acuerdo a todas las pruebas del cerebro que hicieron, no había manera de que funciones como la visión, la audición, la emoción, la memoria, el lenguaje o la lógica hubiesen quedado intactas." Alexander también respondió: "Yo sé que mi experiencia sucedió en coma a causa de ciertos anclajes en el tiempo de la tierra, en mi memoria."
A partir del 2 de diciembre de 2012 su libro "Proof of Heaven" (La Prueba del Cielo) ha estado en la lista de The New York Times "Best Seller" (Los más vendidos) durante cuatro semanas.